# Нацуї Сьокіті
Нацуї Сьокіті  (яп. 夏井 昇吉, 10 жовтня 1925 — 13 вересня 2006)  — японський дзюдоїст, перший в історії чемпіон світу з дзюдо.
Народився у префектурі Акіта на території сучасного міста Ога; став поліцейським. У 1954 році став бронзовим призером чемпіонату Японії з дзюдо, у 1955 році на чемпіонаті Японії завоював срібну медаль.
У 1956 році в Токіо пройшов перший в історії чемпіонат світу з дзюдо. Жодних вагових категорій не було, противники міг дістатися учасник будь-якої ваги. Свою першу сутичку Нацуї виграв за три секунди, кинувши противника з Камбоджі через плече кидком сеой-наге. У другій сутичці він зустрівся з Йохансенном з Данії, і переміг його за 8 секунд з допомогою кидка тай-отосі. У третій сутичці супротивником був Водрей з Бельгії; на перемогу над ним пішло 44 секунди. У півфіналі Нацуї зустрівся з Анрі Куртіном з Франції, якого знову переміг за 8 секунд за допомогою тай-отосі. Фінальна сутичка проти Йосіхіко Йосімацу завершилася на користь Нацуї.